# Christopher B. Frye
Christopher B. Frye (* 1956 in Columbus/Ohio) ist ein US-amerikanischer Komponist und Musikpädagoge.
Frye absolvierte in seine Highschoolzeit eine Klavierausbildung, spielte aber zugleich in Rockbands, war Mitglied der Jazzband seiner Schule und interessierte sich für elektronische Musik. Er studierte dann Musiktheorie und Komposition an der University of Cincinnati bei Scott Huston und Jonathan Kramer und ist seit 1984 Professor für Komposition und Musiktheorie an der University of Wisconsin-LaCrosse.
Als Komponist schuf Frye vorrangig Auftragswerke für Personen, Gruppen oder auch Anlässe. Stilistisch reichen sie von traditionell tonaler bis zu experimentell elektroakustischer Musik. Frye komponierte Chorwerke, Stücke für Soloinstrumente und kammermusikalische Instrumentalwerke. Die Kompositionen wurden unter anderem von Ensembles wie dem Milwaukee Symphony Orchestra und der The Cincinnati Choral Society bei verschiedenen Festivals aufgeführt und mit Preisen der University of Maryland und the Ohio Federation of Music Clubs ausgezeichnet. Frye ist Gründungsmitglied der Cincinnati Composers Guild und Sekretär und Schatzmeister der Wisconsin Alliance for Composers.

## Quelle
- Alliance Publications, Inc. - F - Frye, Christopher B. (Memento vom 23. Februar 2013 im Webarchiv archive.today)

| Personendaten    | Personendaten                                 |
| ---------------- | --------------------------------------------- |
| NAME             | Frye, Christopher B.                          |
| KURZBESCHREIBUNG | US-amerikanischer Komponist und Musikpädagoge |
| GEBURTSDATUM     | 1956                                          |
| GEBURTSORT       | Columbus (Ohio)                               |